# خوسيه ريس
خوسيه ريس (بالبرتغالية: José Reis‏) هو طبيب وعالم وكاتب برازيلي، ولد في 12 يونيو 1907 في ريو دي جانيرو في البرازيل، وتوفي في 16 مايو 2002 في ساو باولو في البرازيل.